# 小松崎類
小松崎 類（こまつざき るい）は、日本のイラストレーター、キャラクターデザイナー。アドベンチャー ゲーム『ダンガンロンパ』のキャラクターデザインや、アニメ『アクダマ ドライブ』のキャラクター原案で知られる。以前はスパイク・チュンソフトに所属していた。
また、トゥーキョーゲームスの設立メンバー7名のうちの一人でもある。

## 作品

### ゲーム
- ダンガンロンパ 希望の学園と絶望の高校生（2010年11月25日、PSP）キャラクターデザイン
- スーパーダンガンロンパ2 さよなら絶望学園（2012年7月26日、PSP）キャラクターデザイン
- 絶対絶望少女 ダンガンロンパ Another Episode（2014年9月25日、PS Vita）キャラクターデザイン
- Fate/Grand Order（2015年 - ）一部キャラクターデザイン
- ニューダンガンロンパV3 みんなのコロシアイ新学期（2017年1月12日、PS4 / PS Vita）キャラクターデザイン
- 超探偵事件簿 レインコード（2023年6月30日、Nintendo Switch）デザイン
- HUNDRED LINE -最終防衛学園-(2025年4月25日、Nintendo Switch)キャラクターデザイン

### アニメ
- アクダマドライブ（2020年）キャラクター原案
- TRIBE NINE（2022年）キャラクター原案

### 小説の表紙・挿絵
- ダンガンロンパ/ゼロ（小高和剛・著、星海社FICTIONS）上下巻
- ダンガンロンパ霧切（北山猛邦・著、星海社FICTIONS）全7巻